# TJ Sokol Kostice
TJ Sokol Kostice (celým názvem: Tělovýchovná jednota Sokol Kostice) je český fotbalový klub, který sídlí v Kosticích na Břeclavsku v Jihomoravském kraji. Založen byl roku 1929 jako Dělnický sportovní klub Kostice. Od sezony 2012/13 hraje Okresní přebor Břeclavska (8. nejvyšší soutěž).
Největším úspěchem klubu je celkem osmileté působení v Jihomoravském krajském přeboru (1974–1976 a 1979–1985), nejlepším umístěním je 6. příčka v úvodním ročníku.
Nejslavnějším odchovancem klubu je Radek Rabušic, bývalý brankář Zbrojovky Brno a mládežnický reprezentant, který je fotbalovým trenérem, funkcionářem a delegátem FAČR.

## Historické názvy
Zdroj: 
- 1929 – DSK Kostice (Dělnický sportovní klub Kostice)
- 1949 – sloučen s Rudou hvězdou Kostice (1945 – 1948) jako Sokol Kostice
- 1953 – DSO Sokol Kostice (Dobrovolná sportovní organisace Sokol Kostice)
- 1959 – TJ Sokol Kostice (Tělovýchovná jednota Sokol Kostice)
- 2017 – TJ Sokol Kostice (Tělovýchovná jednota Sokol Kostice – oddíl kopané, pobočný spolek)

## Přátelská utkání s prvoligovými oddíly
- V úterý 6. listopadu 1979 se v Praze přátelsky utkala prvoligová Sparta s Kosticemi, které hrály o 3 soutěže níže. Zápas skončil 7:0 (2:0), branky stříleli Kotal (2), Slaný (2), Vdovjak (2) a Bříza.[4]

## Umístění v jednotlivých sezonách
Stručný přehled
- 1936–1937: II. třída BZMŽF – okrsek slovácký
- 1943–1946: I. B třída BZMŽF – III. okrsek
- 1946–1947: I. B třída BZMŽF – IV. okrsek
- 1954–1956: Okresní přebor Břeclavska
- 1957–1960: II. třída Brněnského kraje
- 1960–1963: Okresní přebor Břeclavska
- 1963–1964: I. B třída Jihomoravského kraje – sk. D
- 1966–1969: I. B třída Jihomoravské oblasti – sk. D
- 1969–1972: I. A třída Jihomoravské župy – sk. B
- 1972–1973: I. B třída Jihomoravského kraje – sk. D
- 1973–1974: I. A třída Jihomoravského kraje – sk. B
- 1974–1976: Jihomoravský krajský přebor
- 1979–1983: Jihomoravský krajský přebor
- 1983–1985: Jihomoravský krajský přebor – sk. A
- 1985–1986: Jihomoravská krajská soutěž I. třídy – sk. D
- 1986–1991: Okresní přebor Břeclavska
- 1991–1995: I. B třída Jihomoravské župy – sk. B
- 1995–1997: I. A třída Jihomoravské župy – sk. A
- 1997–2002: I. A třída Jihomoravské župy – sk. B
- 2002–2011: I. A třída Jihomoravského kraje – sk. B
- 2011–2012: I. B třída Jihomoravského kraje – sk. C
- 2012– : Okresní přebor Břeclavska

Jednotlivé ročníky
Legenda: Z – zápasy, V – výhry, R – remízy, P – porážky, VG – vstřelené góly, OG – obdržené góly, +/− – rozdíl skóre, B – body, červené podbarvení – sestup, zelené podbarvení – postup, fialové podbarvení – reorganizace, změna skupiny či soutěže
| Československo (1936 – 1939)             |                                                                       |                                                                       |                                                                       |                                                                       |                                                                       |                                                                       |                                                                       |                                                                       |                                                                       |                                                                       |                                                                       |
| Sezóny                                   | Liga                                                                  | Úroveň                                                                | Z                                                                     | V                                                                     | R                                                                     | P                                                                     | VG                                                                    | OG                                                                    | +/−                                                                   | B                                                                     | Pozice                                                                |
| 1936/37                                  | II. třída BZMŽF – okrsek slovácký                                     | 5                                                                     | 16                                                                    | 3                                                                     | 1                                                                     | 12                                                                    | 32                                                                    | 75                                                                    | −43                                                                   | 7                                                                     | 9.                                                                    |
| ...                                      |                                                                       |                                                                       |                                                                       |                                                                       |                                                                       |                                                                       |                                                                       |                                                                       |                                                                       |                                                                       |                                                                       |
| Protektorát Čechy a Morava (1939 – 1945) |                                                                       |                                                                       |                                                                       |                                                                       |                                                                       |                                                                       |                                                                       |                                                                       |                                                                       |                                                                       |                                                                       |
| Sezóny                                   | Liga                                                                  | Úroveň                                                                | Z                                                                     | V                                                                     | R                                                                     | P                                                                     | VG                                                                    | OG                                                                    | +/−                                                                   | B                                                                     | Pozice                                                                |
| ...                                      |                                                                       |                                                                       |                                                                       |                                                                       |                                                                       |                                                                       |                                                                       |                                                                       |                                                                       |                                                                       |                                                                       |
| 1943/44                                  | I. B třída BZMŽF – III. okrsek                                        | 4                                                                     | 26                                                                    | 10                                                                    | 5                                                                     | 11                                                                    | 83                                                                    | 88                                                                    | −5                                                                    | 25                                                                    | 8.                                                                    |
| 1944/45                                  | Končila druhá světová válka, pravidelné fotbalové soutěže se nehrály. | Končila druhá světová válka, pravidelné fotbalové soutěže se nehrály. | Končila druhá světová válka, pravidelné fotbalové soutěže se nehrály. | Končila druhá světová válka, pravidelné fotbalové soutěže se nehrály. | Končila druhá světová válka, pravidelné fotbalové soutěže se nehrály. | Končila druhá světová válka, pravidelné fotbalové soutěže se nehrály. | Končila druhá světová válka, pravidelné fotbalové soutěže se nehrály. | Končila druhá světová válka, pravidelné fotbalové soutěže se nehrály. | Končila druhá světová válka, pravidelné fotbalové soutěže se nehrály. | Končila druhá světová válka, pravidelné fotbalové soutěže se nehrály. | Končila druhá světová válka, pravidelné fotbalové soutěže se nehrály. |
| Československo (1945 – 1993)             |                                                                       |                                                                       |                                                                       |                                                                       |                                                                       |                                                                       |                                                                       |                                                                       |                                                                       |                                                                       |                                                                       |
| Sezóny                                   | Liga                                                                  | Úroveň                                                                | Z                                                                     | V                                                                     | R                                                                     | P                                                                     | VG                                                                    | OG                                                                    | +/−                                                                   | B                                                                     | Pozice                                                                |
| 1945/46                                  | I. B třída BZMŽF – III. okrsek                                        | 4                                                                     | 26                                                                    | ...                                                                   | ...                                                                   | ...                                                                   | ...                                                                   | ...                                                                   | ...                                                                   |                                                                       |                                                                       |
| 1946/47                                  | I. B třída BZMŽF – IV. okrsek                                         | 4                                                                     | 18                                                                    | 9                                                                     | 1                                                                     | 8                                                                     | 56                                                                    | 40                                                                    | +16                                                                   | 19                                                                    | 5.                                                                    |
| ...                                      |                                                                       |                                                                       |                                                                       |                                                                       |                                                                       |                                                                       |                                                                       |                                                                       |                                                                       |                                                                       |                                                                       |
| 1954                                     | Okresní přebor Břeclavska                                             | 5                                                                     | 22                                                                    | 9                                                                     | 2                                                                     | 11                                                                    | 53                                                                    | 59                                                                    | −6                                                                    | 20                                                                    | 9.                                                                    |
| 1955                                     | Okresní přebor Břeclavska                                             | 6                                                                     | 22                                                                    | 6                                                                     | 2                                                                     | 14                                                                    | 44                                                                    | 73                                                                    | −29                                                                   | 14                                                                    | 9.                                                                    |
| 1956                                     | Okresní přebor Břeclavska                                             | 6                                                                     | 22                                                                    | 19                                                                    | 3                                                                     | 0                                                                     | 121                                                                   | 24                                                                    | +97                                                                   | 41                                                                    | 1.                                                                    |
| 1957/58                                  | II. třída Brněnského kraje                                            | 5                                                                     | 33                                                                    | ...                                                                   | ...                                                                   | ...                                                                   | ...                                                                   | ...                                                                   | ...                                                                   |                                                                       |                                                                       |
| 1958/59                                  | II. třída Brněnského kraje                                            | 5                                                                     | 22                                                                    | 9                                                                     | 4                                                                     | 9                                                                     | 49                                                                    | 61                                                                    | −12                                                                   | 22                                                                    | 5.                                                                    |
| 1959/60                                  | II. třída Brněnského kraje                                            | 5                                                                     | 22                                                                    | ...                                                                   | ...                                                                   | ...                                                                   | ...                                                                   | ...                                                                   | ...                                                                   |                                                                       |                                                                       |
| 1960/61                                  | Okresní přebor Břeclavska                                             | 5                                                                     | 22                                                                    | ...                                                                   | ...                                                                   | ...                                                                   | ...                                                                   | ...                                                                   | ...                                                                   |                                                                       |                                                                       |
| 1961/62                                  | Okresní přebor Břeclavska                                             | 5                                                                     | 22                                                                    | ...                                                                   | ...                                                                   | ...                                                                   | ...                                                                   | ...                                                                   | ...                                                                   |                                                                       |                                                                       |
| 1962/63                                  | Okresní přebor Břeclavska                                             | 5                                                                     | 22                                                                    | ...                                                                   | ...                                                                   | ...                                                                   | ...                                                                   | ...                                                                   | ...                                                                   |                                                                       | 1.                                                                    |
| 1963/64                                  | I. B třída Jihomoravského kraje – sk. D                               | 5                                                                     | 22                                                                    | 6                                                                     | 2                                                                     | 14                                                                    | 44                                                                    | 82                                                                    | −38                                                                   | 14                                                                    | 12.                                                                   |
| 1964/65                                  | Okresní přebor Břeclavska                                             | 6                                                                     | 22                                                                    | ...                                                                   | ...                                                                   | ...                                                                   | ...                                                                   | ...                                                                   | ...                                                                   |                                                                       |                                                                       |
| 1965/66                                  | Okresní přebor Břeclavska                                             | 7                                                                     | 22                                                                    | ...                                                                   | ...                                                                   | ...                                                                   | ...                                                                   | ...                                                                   | ...                                                                   |                                                                       | 1.                                                                    |
| 1966/67                                  | I. B třída Jihomoravské oblasti – sk. D                               | 6                                                                     | 22                                                                    | 10                                                                    | 6                                                                     | 6                                                                     | 49                                                                    | 40                                                                    | +9                                                                    | 26                                                                    | 2.                                                                    |
| 1967/68                                  | I. B třída Jihomoravské oblasti – sk. D                               | 6                                                                     | 26                                                                    | 13                                                                    | 6                                                                     | 7                                                                     | 54                                                                    | 36                                                                    | +18                                                                   | 32                                                                    | 5.                                                                    |
| 1968/69                                  | I. B třída Jihomoravské oblasti – sk. D                               | 6                                                                     | 26                                                                    | 14                                                                    | 6                                                                     | 6                                                                     | 52                                                                    | 37                                                                    | +15                                                                   | 34                                                                    | 3.                                                                    |
| 1969/70                                  | I. A třída Jihomoravské župy – sk. B                                  | 6                                                                     | 26                                                                    | 11                                                                    | 5                                                                     | 10                                                                    | 34                                                                    | 36                                                                    | −2                                                                    | 27                                                                    | 8.                                                                    |
| 1970/71                                  | I. A třída Jihomoravské župy – sk. B                                  | 6                                                                     | 26                                                                    | 12                                                                    | 6                                                                     | 8                                                                     | 39                                                                    | 34                                                                    | +5                                                                    | 30                                                                    | 5.                                                                    |
| 1971/72                                  | I. A třída Jihomoravské župy – sk. B                                  | 6                                                                     | 26                                                                    | 9                                                                     | 5                                                                     | 12                                                                    | 29                                                                    | 44                                                                    | −15                                                                   | 23                                                                    | 12.                                                                   |
| 1972/73                                  | I. B třída Jihomoravského kraje – sk. D                               | 7                                                                     | 26                                                                    | 20                                                                    | 3                                                                     | 3                                                                     | 61                                                                    | 22                                                                    | +39                                                                   | 43                                                                    | 1.                                                                    |
| 1973/74                                  | I. A třída Jihomoravského kraje – sk. B                               | 6                                                                     | 26                                                                    | ...                                                                   | ...                                                                   | ...                                                                   | ...                                                                   | ...                                                                   | ...                                                                   |                                                                       | 1.                                                                    |
| 1974/75                                  | Jihomoravský krajský přebor                                           | 5                                                                     | 30                                                                    | 11                                                                    | 10                                                                    | 9                                                                     | 35                                                                    | 37                                                                    | −2                                                                    | 32                                                                    | 6.                                                                    |
| 1975/76                                  | Jihomoravský krajský přebor                                           | 5                                                                     | 30                                                                    | 9                                                                     | 6                                                                     | 15                                                                    | 43                                                                    | 54                                                                    | −11                                                                   | 24                                                                    | 15.                                                                   |
| 1976/77                                  | I. A třída Jihomoravského kraje – sk. B                               | 6                                                                     | 26                                                                    | ...                                                                   | ...                                                                   | ...                                                                   | ...                                                                   | ...                                                                   | ...                                                                   |                                                                       |                                                                       |
| 1977/78                                  | I. A třída Jihomoravského kraje – sk. B                               | 5                                                                     | 26                                                                    | ...                                                                   | ...                                                                   | ...                                                                   | ...                                                                   | ...                                                                   | ...                                                                   |                                                                       |                                                                       |
| 1978/79                                  | I. A třída Jihomoravského kraje – sk. B                               | 5                                                                     | 26                                                                    | ...                                                                   | ...                                                                   | ...                                                                   | ...                                                                   | ...                                                                   | ...                                                                   |                                                                       | 1.                                                                    |
| 1979/80                                  | Jihomoravský krajský přebor                                           | 4                                                                     | 30                                                                    | 13                                                                    | 5                                                                     | 12                                                                    | 45                                                                    | 40                                                                    | +5                                                                    | 31                                                                    | 7.                                                                    |
| 1980/81                                  | Jihomoravský krajský přebor                                           | 4                                                                     | 30                                                                    | 9                                                                     | 11                                                                    | 10                                                                    | 41                                                                    | 43                                                                    | −2                                                                    | 29                                                                    | 8.                                                                    |
| 1981/82                                  | Jihomoravský krajský přebor                                           | 5                                                                     | 30                                                                    | 9                                                                     | 8                                                                     | 13                                                                    | 43                                                                    | 43                                                                    | 0                                                                     | 26                                                                    | 14.                                                                   |
| 1982/83                                  | Jihomoravský krajský přebor                                           | 5                                                                     | 30                                                                    | 7                                                                     | 3                                                                     | 20                                                                    | 28                                                                    | 70                                                                    | −42                                                                   | 17                                                                    | 15.                                                                   |
| 1983/84                                  | Jihomoravský krajský přebor – sk. A                                   | 5                                                                     | 26                                                                    | 8                                                                     | 6                                                                     | 12                                                                    | 30                                                                    | 43                                                                    | −13                                                                   | 22                                                                    | 10.                                                                   |
| 1984/85                                  | Jihomoravský krajský přebor – sk. A                                   | 5                                                                     | 26                                                                    | 6                                                                     | 2                                                                     | 18                                                                    | 17                                                                    | 58                                                                    | −41                                                                   | 14                                                                    | 14.                                                                   |
| 1985/86                                  | Jihomoravská krajská soutěž I. třídy – sk. D                          | 6                                                                     | 26                                                                    | 8                                                                     | 6                                                                     | 12                                                                    | 33                                                                    | 50                                                                    | −17                                                                   | 22                                                                    | 11.                                                                   |
| 1986/87                                  | Okresní přebor Břeclavska                                             | 8                                                                     | 26                                                                    | 11                                                                    | 6                                                                     | 9                                                                     | 28                                                                    | 33                                                                    | −5                                                                    | 28                                                                    | 5.                                                                    |
| 1987/88                                  | Okresní přebor Břeclavska                                             | 8                                                                     | 26                                                                    | 10                                                                    | 4                                                                     | 12                                                                    | 37                                                                    | 44                                                                    | −7                                                                    | 24                                                                    | 10.                                                                   |
| 1988/89                                  | Okresní přebor Břeclavska                                             | 8                                                                     | 26                                                                    | 15                                                                    | 4                                                                     | 7                                                                     | 59                                                                    | 40                                                                    | +19                                                                   | 34                                                                    | 3.                                                                    |
| 1989/90                                  | Okresní přebor Břeclavska                                             | 8                                                                     | 26                                                                    | 9                                                                     | 6                                                                     | 11                                                                    | 29                                                                    | 34                                                                    | −5                                                                    | 24                                                                    | 9.                                                                    |
| 1990/91                                  | Okresní přebor Břeclavska                                             | 8                                                                     | 26                                                                    | 14                                                                    | 7                                                                     | 5                                                                     | 55                                                                    | 32                                                                    | +21                                                                   | 35                                                                    | 4.                                                                    |
| 1991/92                                  | I. B třída Jihomoravské župy – sk. B                                  | 7                                                                     | 26                                                                    | 13                                                                    | 4                                                                     | 9                                                                     | 42                                                                    | 34                                                                    | +8                                                                    | 30                                                                    | 5.                                                                    |
| 1992/93                                  | I. B třída Jihomoravské župy – sk. B                                  | 7                                                                     | 26                                                                    | 10                                                                    | 7                                                                     | 9                                                                     | 39                                                                    | 37                                                                    | +2                                                                    | 27                                                                    | 5.                                                                    |
| Česko (1993 – )                          |                                                                       |                                                                       |                                                                       |                                                                       |                                                                       |                                                                       |                                                                       |                                                                       |                                                                       |                                                                       |                                                                       |
| Sezóna                                   | Liga                                                                  | Úroveň                                                                | Z                                                                     | V                                                                     | R                                                                     | P                                                                     | VG                                                                    | OG                                                                    | +/−                                                                   | B                                                                     | Pozice                                                                |
| 1993/94                                  | I. B třída Jihomoravské župy – sk. B                                  | 7                                                                     | 26                                                                    | 12                                                                    | 7                                                                     | 7                                                                     | 58                                                                    | 38                                                                    | +20                                                                   | 31                                                                    | 4.                                                                    |
| 1994/95                                  | I. B třída Jihomoravské župy – sk. B                                  | 7                                                                     | 26                                                                    | 17                                                                    | 5                                                                     | 4                                                                     | 70                                                                    | 25                                                                    | +45                                                                   | 56                                                                    | 1.                                                                    |
| 1995/96                                  | I. A třída Jihomoravské župy – sk. A                                  | 6                                                                     | 26                                                                    | 17                                                                    | 4                                                                     | 5                                                                     | 57                                                                    | 32                                                                    | +25                                                                   | 55                                                                    | 2.                                                                    |
| 1996/97                                  | I. A třída Jihomoravské župy – sk. A                                  | 6                                                                     | 26                                                                    | 10                                                                    | 4                                                                     | 12                                                                    | 42                                                                    | 43                                                                    | −1                                                                    | 34                                                                    | 9.                                                                    |
| 1997/98                                  | I. A třída Jihomoravské župy – sk. B                                  | 6                                                                     | 26                                                                    | 10                                                                    | 3                                                                     | 13                                                                    | 34                                                                    | 46                                                                    | −12                                                                   | 33                                                                    | 12.                                                                   |
| 1998/99                                  | I. A třída Jihomoravské župy – sk. B                                  | 6                                                                     | 26                                                                    | 9                                                                     | 6                                                                     | 11                                                                    | 42                                                                    | 46                                                                    | −4                                                                    | 33                                                                    | 12.                                                                   |
| 1999/00                                  | I. A třída Jihomoravské župy – sk. B                                  | 6                                                                     | 26                                                                    | ...                                                                   | ...                                                                   | ...                                                                   | ...                                                                   | ...                                                                   | ...                                                                   |                                                                       |                                                                       |
| 2000/01                                  | I. A třída Jihomoravské župy – sk. B                                  | 6                                                                     | 26                                                                    | 11                                                                    | 5                                                                     | 10                                                                    | 47                                                                    | 41                                                                    | +6                                                                    | 38                                                                    | 7.                                                                    |
| 2001/02                                  | I. A třída Jihomoravské župy – sk. B                                  | 6                                                                     | 26                                                                    | 10                                                                    | 4                                                                     | 12                                                                    | 33                                                                    | 40                                                                    | −7                                                                    | 34                                                                    | 8.                                                                    |
| 2002/03                                  | I. A třída Jihomoravského kraje – sk. B                               | 6                                                                     | 26                                                                    | 8                                                                     | 7                                                                     | 11                                                                    | 40                                                                    | 52                                                                    | −12                                                                   | 31                                                                    | 11.                                                                   |
| 2003/04                                  | I. A třída Jihomoravského kraje – sk. B                               | 6                                                                     | 26                                                                    | 9                                                                     | 7                                                                     | 10                                                                    | 37                                                                    | 49                                                                    | −12                                                                   | 34                                                                    | 10.                                                                   |
| 2004/05                                  | I. A třída Jihomoravského kraje – sk. B                               | 6                                                                     | 26                                                                    | 9                                                                     | 3                                                                     | 14                                                                    | 35                                                                    | 49                                                                    | −14                                                                   | 30                                                                    | 9.                                                                    |
| 2005/06                                  | I. A třída Jihomoravského kraje – sk. B                               | 6                                                                     | 26                                                                    | 13                                                                    | 5                                                                     | 8                                                                     | 50                                                                    | 47                                                                    | +3                                                                    | 44                                                                    | 4.                                                                    |
| 2006/07                                  | I. A třída Jihomoravského kraje – sk. B                               | 6                                                                     | 26                                                                    | 9                                                                     | 8                                                                     | 9                                                                     | 44                                                                    | 40                                                                    | +4                                                                    | 35                                                                    | 7.                                                                    |
| 2007/08                                  | I. A třída Jihomoravského kraje – sk. B                               | 6                                                                     | 26                                                                    | 9                                                                     | 3                                                                     | 14                                                                    | 36                                                                    | 54                                                                    | −18                                                                   | 30                                                                    | 12.                                                                   |
| 2008/09                                  | I. A třída Jihomoravského kraje – sk. B                               | 6                                                                     | 26                                                                    | 9                                                                     | 6                                                                     | 11                                                                    | 37                                                                    | 38                                                                    | −1                                                                    | 33                                                                    | 10.                                                                   |
| 2009/10                                  | I. A třída Jihomoravského kraje – sk. B                               | 6                                                                     | 26                                                                    | 12                                                                    | 5                                                                     | 9                                                                     | 44                                                                    | 38                                                                    | +6                                                                    | 41                                                                    | 5.                                                                    |
| 2010/11                                  | I. A třída Jihomoravského kraje – sk. B                               | 6                                                                     | 26                                                                    | 3                                                                     | 3                                                                     | 20                                                                    | 19                                                                    | 73                                                                    | −54                                                                   | 12                                                                    | 14.                                                                   |
| 2011/12                                  | I. B třída Jihomoravského kraje – sk. C                               | 7                                                                     | 26                                                                    | 5                                                                     | 7                                                                     | 14                                                                    | 43                                                                    | 65                                                                    | −22                                                                   | 22                                                                    | 14.                                                                   |
| 2012/13                                  | Okresní přebor Břeclavska                                             | 8                                                                     | 26                                                                    | 11                                                                    | 1                                                                     | 14                                                                    | 33                                                                    | 61                                                                    | −28                                                                   | 34                                                                    | 7.                                                                    |
| 2013/14                                  | Okresní přebor Břeclavska                                             | 8                                                                     | 24                                                                    | 9                                                                     | 8                                                                     | 7                                                                     | 44                                                                    | 40                                                                    | +4                                                                    | 35                                                                    | 4.                                                                    |
| 2014/15                                  | Okresní přebor Břeclavska                                             | 8                                                                     | 26                                                                    | 8                                                                     | 7                                                                     | 11                                                                    | 30                                                                    | 42                                                                    | −12                                                                   | 31                                                                    | 11.                                                                   |
| 2015/16                                  | Okresní přebor Břeclavska                                             | 8                                                                     | 26                                                                    | 10                                                                    | 2                                                                     | 14                                                                    | 55                                                                    | 60                                                                    | −5                                                                    | 32                                                                    | 11.                                                                   |
| 2016/17                                  | Okresní přebor Břeclavska                                             | 8                                                                     | 26                                                                    | 15                                                                    | 4                                                                     | 7                                                                     | 75                                                                    | 44                                                                    | +31                                                                   | 49                                                                    | 3.                                                                    |
| 2017/18                                  | Okresní přebor Břeclavska                                             | 8                                                                     | 26                                                                    | 10                                                                    | 5                                                                     | 11                                                                    | 51                                                                    | 53                                                                    | −2                                                                    | 35                                                                    | 8.                                                                    |
| 2018/19                                  | Okresní přebor Břeclavska                                             | 8                                                                     | 24                                                                    | 13                                                                    | 4                                                                     | 7                                                                     | 49                                                                    | 35                                                                    | +14                                                                   | 43                                                                    | 4.                                                                    |
| 2019/20                                  | Okresní přebor Břeclavska                                             | 8                                                                     | 14                                                                    | 9                                                                     | 3                                                                     | 2                                                                     | 33                                                                    | 14                                                                    | +19                                                                   | 30                                                                    | 3.                                                                    |
| 2020/21                                  | Okresní přebor Břeclavska                                             | 8                                                                     | 10                                                                    | 3                                                                     | 3                                                                     | 4                                                                     | 14                                                                    | 21                                                                    | −7                                                                    | 12                                                                    | 11.                                                                   |
| 2021/22                                  | Okresní přebor Břeclavska                                             | 8                                                                     | 24                                                                    | 12                                                                    | 6                                                                     | 6                                                                     | 70                                                                    | 46                                                                    | +24                                                                   | 42                                                                    | 4.                                                                    |
| 2022/23                                  | Okresní přebor Břeclavska                                             | 8                                                                     |                                                                       |                                                                       |                                                                       |                                                                       |                                                                       |                                                                       |                                                                       |                                                                       |                                                                       |

Poznámky:
- 1976/77: Po sezoně proběhla reorganizace nižších soutěží.
- 1980/81: Po sezoně proběhla reorganizace nižších soutěží.
- 1982/83: Po sezoně proběhla reorganizace krajských soutěží.
- 2001/02: Po sezoně proběhla reorganizace nižších soutěží (zrušení žup, návrat krajů).
- 2019/20 a 2020/21: Tyto sezony byly ukončeny předčasně z důvodu pandemie covidu-19 v Česku.

## TJ Sokol Kostice „B“
TJ Sokol Kostice „B“ je rezervním týmem Kostic, který se pohybuje v okresních soutěžích Břeclavska.

### Umístění v jednotlivých sezonách
- 1985–1986: Okresní soutěž Břeclavska – sk. A
- 2004–2007: Okresní soutěž Břeclavska – sk. A
- 2007–2009: Základní třída Břeclavska – sk. A
- 2009–2012: Okresní soutěž Břeclavska – sk. A
- 2012–2019: Základní třída Břeclavska – sk. A
- 2019–2020: Okresní soutěž Břeclavska – sk. A
- 2020–2022: Základní třída Břeclavska – sk. A
- 2022– : Okresní soutěž Břeclavska – sk. A

Jednotlivé ročníky
Legenda: Z – zápasy, V – výhry, R – remízy, P – porážky, VG – vstřelené góly, OG – obdržené góly, +/− – rozdíl skóre, B – body, červené podbarvení – sestup, zelené podbarvení – postup, fialové podbarvení – reorganizace, změna skupiny či soutěže
| Československo (1985 – 1993) |                                   |        |    |    |   |    |    |    |     |    |        |
| Sezóny                       | Liga                              | Úroveň | Z  | V  | R | P  | VG | OG | +/− | B  | Pozice |
| 1985/86                      | Okresní soutěž Břeclavska – sk. A | 8      | 26 | 10 | 2 | 14 | 41 | 67 | −26 | 22 | 10.    |
| ...                          |                                   |        |    |    |   |    |    |    |     |    |        |
| 1991/92                      | Okresní soutěž Břeclavska – sk. A | 9      | 26 | 8  | 4 | 14 | 38 | 60 | −22 | 20 | 9.     |
| ...                          |                                   |        |    |    |   |    |    |    |     |    |        |
| Česko (1993 – )              |                                   |        |    |    |   |    |    |    |     |    |        |
| Sezóny                       | Liga                              | Úroveň | Z  | V  | R | P  | VG | OG | +/− | B  | Pozice |
| ...                          |                                   |        |    |    |   |    |    |    |     |    |        |
| 2003/04                      | Okresní soutěž Břeclavska – sk. A | 9      | 26 | 7  | 4 | 15 | 45 | 68 | −23 | 25 | 11.    |
| 2004/05                      | Okresní soutěž Břeclavska – sk. A | 9      | 26 | 10 | 7 | 9  | 44 | 52 | −8  | 37 | 7.     |
| 2005/06                      | Okresní soutěž Břeclavska – sk. A | 9      | 26 | 10 | 7 | 9  | 39 | 39 | 0   | 37 | 5.     |
| 2006/07                      | Okresní soutěž Břeclavska – sk. A | 9      | 26 | 6  | 7 | 13 | 41 | 60 | −19 | 25 | 13.    |
| 2007/08                      | Základní třída Břeclavska – sk. A | 10     | 24 | 16 | 2 | 6  | 72 | 27 | +45 | 50 | 3.     |
| 2008/09                      | Základní třída Břeclavska – sk. A | 10     | 20 | 15 | 3 | 2  | 93 | 24 | +69 | 48 | 1.     |
| 2009/10                      | Okresní soutěž Břeclavska – sk. A | 9      | 24 | 10 | 1 | 13 | 38 | 59 | −21 | 31 | 9.     |
| 2010/11                      | Okresní soutěž Břeclavska – sk. A | 9      | 26 | 9  | 4 | 13 | 42 | 57 | −15 | 31 | 10.    |
| 2011/12                      | Okresní soutěž Břeclavska – sk. A | 9      | 26 | 5  | 3 | 18 | 29 | 64 | −35 | 18 | 14.    |
| 2012/13                      | Základní třída Břeclavska – sk. A | 10     | 20 | 11 | 4 | 5  | 54 | 25 | +29 | 37 | 4.     |
| 2013/14                      | Základní třída Břeclavska – sk. A | 10     | 18 | 6  | 3 | 9  | 44 | 53 | −9  | 21 | 7.     |
| 2014/15                      | Základní třída Břeclavska – sk. A | 10     | 16 | 5  | 5 | 6  | 36 | 38 | −2  | 20 | 5.     |
| 2015/16                      | Základní třída Břeclavska – sk. A | 10     | 18 | 11 | 1 | 6  | 66 | 42 | +24 | 34 | 3.     |
| 2016/17                      | Základní třída Břeclavska – sk. A | 10     | 18 | 9  | 1 | 8  | 50 | 32 | +18 | 28 | 5.     |
| 2017/18                      | Základní třída Břeclavska – sk. A | 10     | 16 | 9  | 1 | 6  | 53 | 42 | +11 | 28 | 5.     |
| 2018/19                      | Základní třída Břeclavska – sk. A | 10     | 22 | 11 | 4 | 7  | 62 | 38 | +24 | 37 | 4.     |
| 2019/20                      | Okresní soutěž Břeclavska – sk. A | 9      | 14 | 1  | 3 | 10 | 15 | 54 | −39 | 6  | 13.    |
| 2020/21                      | Základní třída Břeclavska – sk. A | 10     | 8  | 5  | 2 | 1  | 31 | 23 | +8  | 17 | 2.     |
| 2021/22                      | Základní třída Břeclavska – sk. A | 10     | 18 | 10 | 3 | 5  | 68 | 40 | +28 | 33 | 3.     |
| 2022/23                      | Okresní soutěž Břeclavska – sk. A | 9      |    |    |   |    |    |    |     |    |        |

Poznámky:
- 2018/19 a 2021/22: Kostické B-mužstvo postoupilo mimořádně.[28]
- 2019/20 a 2020/21: Tyto sezony byly ukončeny předčasně z důvodu pandemie covidu-19 v Česku.